# 密丰绒线厂旧址
密丰绒线厂旧址是中国上海市的一座历史建筑，位于杨浦区定海路街道波阳路400号。
密丰绒线厂是一家英资工厂，位于上海公共租界东区波阳路400号，建于1934年。现存建筑包括绒线仓库、英国老板花园别墅、以及高级职员住宅。1959年由政府收买，更名上海茂华毛纺厂。
2014年4月4日，波阳路400号密丰绒线厂旧址被列为第八批上海市文物保护单位。